# 建造業議會 (英國)
建造業議會（英語：Construction Industry Council）是英國建築施工業界的專業團體、研究機構及建築企業的代表機構。

## 組織
建造業議會的日常工作由一個小型的秘書處負責，該秘書處由行政總裁領導，而行政總裁則向議會負責。議會的行政委員會（Executive Board）則負責議會的主要政策和方針。

## 會員機構
建造業議會有三種會員機構類別：正式會員、副會員和名譽聯繫會員。
截至2022年2月，正式會員包括：
- 工程顧問認可督察協會
- 顧問及工程協會
- 項目管理協會
- 項目安全協會
- 專門防火協會
- 英國防火設備認證
- 英國室內設計學會
- 建築研究所
- 屋宇裝備研究及資訊協會
- 特許建造工程師協會
- 特許建築技師學會
- 特許建造學會
- 特許水務學會
- 特許採購和供應學會
- 特許屋宇裝備工程師學會
- 特許土木工程測量師學會
- 特許公路和運輸學會
- 建築業研究和資訊協會
- 地面論壇
- 職工和設施管理學會
- 工程與技術學會 - 建築環境專業委員會
- 消防工程師學會
- 專門測量師和工程師學會
- 結構工程師學會
- 國際風險和安全管理學會
- 地方政府建築控制
- 園景學會
- 英國國家住宅建築委員會
- 英國皇家建築師協會
- 皇家特許測量師學會
- 皇家城市規劃學會
- 安全評估聯合會

## 外部連結
- 建造業議會 （页面存档备份，存于）
- 建造業議會建築設計質素指標 （页面存档备份，存于）